# Réaction de Murai
La réaction de Murai est une réaction organique qui utilise l'activation de liaison C-H pour créer une nouvelle liaison C-C entre un alcène interne terminal ou contraint et un composé aromatique utilisant un catalyseur au ruthénium. La réaction, nommée d'après Shinji Murai, a été rapportée pour la première fois en 1993. Bien qu'il ne s'agisse pas du premier exemple d'activation de liaison C-H, la réaction de Murai est remarquable pour son efficacité et son large spectre,. Les exemples précédents de telles hydroarylations (en) nécessitaient davantage de conditions de forçage et avaient une spécificité étroite.

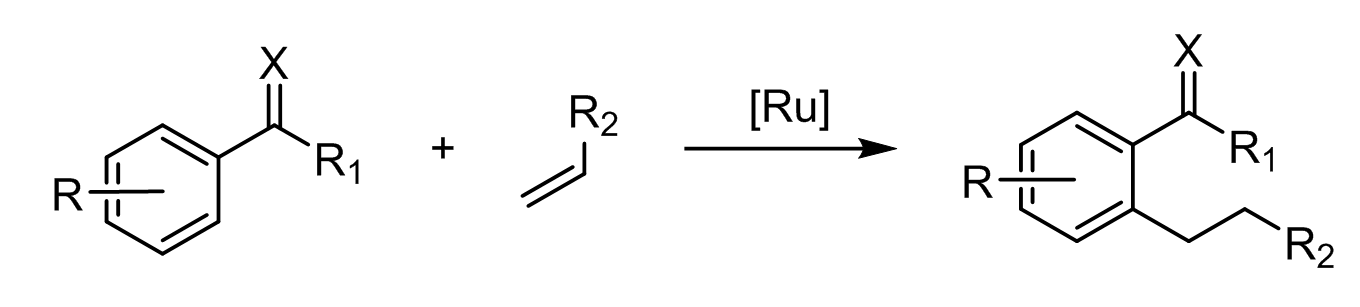
Réaction de Murai. X =.

## Spécificité et régiochimie
La réaction a été démontrée initialement en utilisant une cétone comme groupe directeur (en), mais d'autres groupes fonctionnels ont été documentés, notamment des esters, des imines, des nitriles et des imidates. Des réactions de Murai ont également été rapportées avec des alcynes disubstitués. Des groupes directeurs bidentates permettent l'orthoalkylation de cycles aromatiques avec des cétones α,β-insaturées, généralement non réactives dans les réactions de Murai.
Les premières réactions de Murai réalisées ont été affectées par des produits secondaires d'alkylation aux deux positions ortho. Ce problème peut être partiellement résolu en utilisant un groupe protecteur orthométhyle. Malheureusement, avec les groupes orthométhyle, la vitesse et la complétion de la réaction sont réduites. Des substituants à la position méta influencent la régiosélectivité. La réaction ajoute de préférence au moins une position ortho stériquement encombrée, sauf lorsqu'il existe un groupe en position méta capable de se coordonner avec le catalyseur au ruthénium. Les méthoxyacétophénones présentent une réaction préférentielle dans la position la plus encombrée.

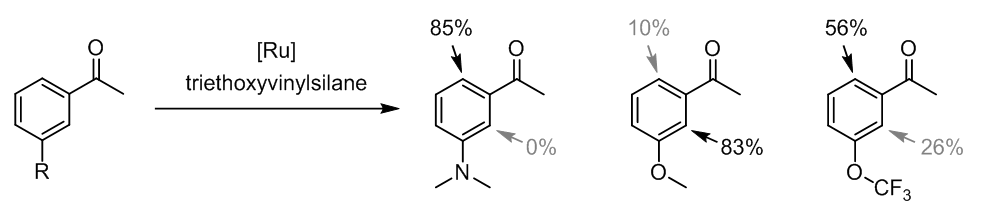
Effet des substituants m sur la régiosélectivité. Les pourcentages sont des rendements de substitution isolés sur la position indiquée.

## Mécanisme réactionnel
Une variété de catalyseurs au ruthénium catalysent la réaction de Murai, notamment le RuH2(CO)(PPh3)3, le RuH2(PPh3)4, le Ru(CO)2(PPh3)3 et le Ru3(CO)12.

### Catalyseurs au Ru(0)
Le mécanisme détaillé de la réaction de Murai n'a pas été élucidé. Les études expérimentales et les simulations numériques montrent au moins deux mécanismes différents, en fonction du catalyseur,. Pour les catalyseurs tels que [Ru(H)2(CO)(PR3)3], qui sont actifs avec Ru0, une combinaison d'études fonctionnelles de densité et de résultats expérimentaux a conduit à proposer le mécanisme suivant, :

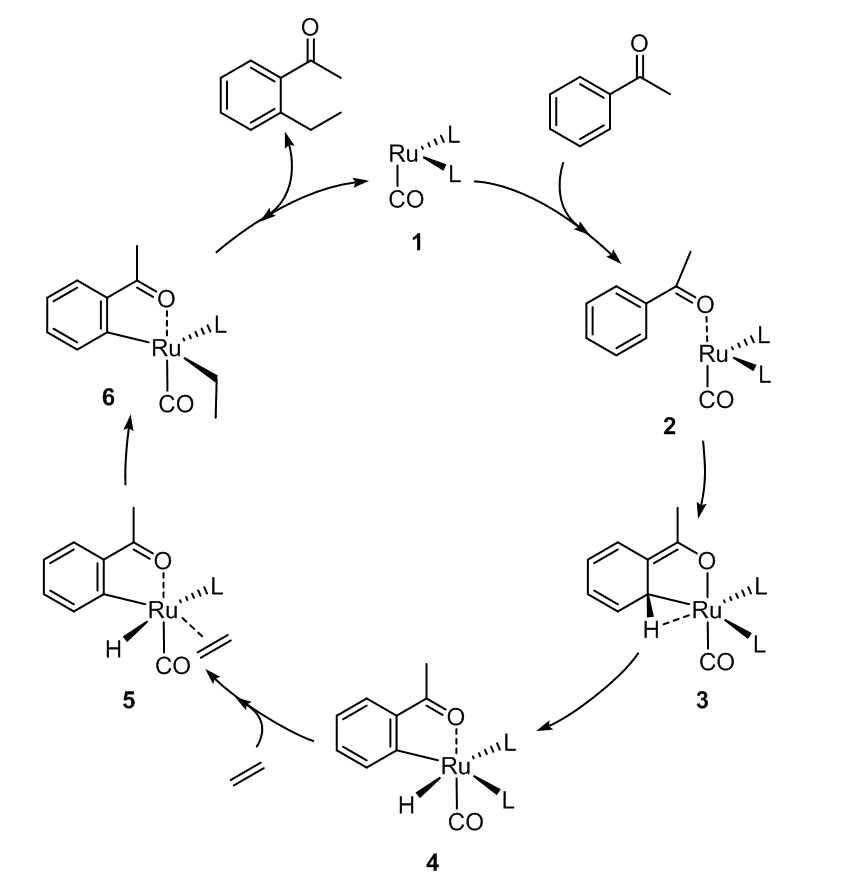
Mécanisme proposé pour la réaction de l'éthylène et de l'acétophénone (L=). Certains ligands spectateurs sur Ru sont omis.

Il est possible que, à des températures élevées, le RuH2(CO)(PPh3)3 convertisse les espèces insaturées du Ru(CO)(PPh3)n. Le cycle catalytique pourrait commencer par la coordination de la cétone suivie de l'addition oxydante d'une liaison C-H. Le métallacycle (en) pentacoordonné résultant est stabilisé par une interaction agostique. La formation de la liaison C-C est l’étape limitante du taux de conversion.

### Catalyseurs au Ru(II)
Le complexe [Ru(o-C6H4PPh2)(H)(CO)(PPh3)2] catalyse la réaction de Murai à température ambiante,,. Pour [Ru(H)2(H2)2(PR3)2], le complexe actif est [Ru(H)2(PR3)2].

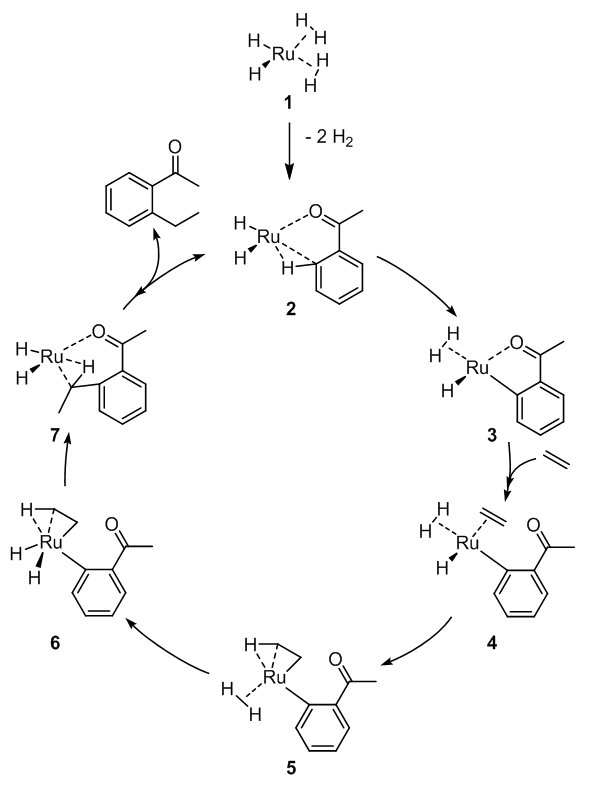
Mécanisme proposé pour la réaction entre acétophénone et éthylène catalysée par. Les ligands spectateurs ont été omis pour plus de clarté.

Une fois que la forme active du complexe de catalyseur au ruthénium est générée à partir de 1, l’acétophénone se coordonne vers le complexe via son oxygène carbonyle et de manière agostique via sa liaison C-H ortho (2). Comme dans le mécanisme proposé pour Ru0, cette interaction agostique conduit à l'addition oxydante du C-H ortho. L’élimination réductrice libère du H2, qui reste coordonné, ce qui donne le complexe 3. La coordination de l'éthylène et la décoordination de la cétone conduisent au complexe 4, qui subit ensuite une insertion migratoire d'éthylène dans l'hydrure pour donner 5. Après l'addition oxydative de H2 (6), le complexe élimine par réduction le produit pour donner le produit agostiquement lié au complexe. La coordination d’une autre molécule d’acétophénone régénère le complexe 2.